# Laurent Witz
Laurent Witz (Haguenau, 21 de novembro de 1975) é uma cineasta francesa. Como reconhecimento, venceu, no Oscar 2014, a categoria de Melhor Animação em Curta-metragem por Mr Hublot.